# Night and Day (canção)
"Night and Day" é uma canção escrita por Cole Porter em 1932 para o musical  "The Gay Divorce", que mais tarde foi adaptado em um filme homónimo estrelado por Fred Astaire e Ginger Rogers.
A canção tornou-se ao longo dos anos um dos mais famosos standards de jazz, interpretado por 
Fred Astaire, Bill Evans, Art Tatum, Billie Holiday, Frank Sinatra, Dionne Warwick, Ella Fitzgerald, Shirley Bassey, Ringo Starr, Sondre Lerche, Doris Day, Charlie Parker, Deanna Durbin, Jamie Cullum, Etta James, entre outros. 
Em 1990, foi regravada pela banda U2 para o álbum "Red Hot And Blue", em tributo a Porter e em apoio a uma campanha contra a AIDS.